# 5063 Монтеверді
5063 Монтеверді (5063 Monteverdi) — астероїд головного поясу, відкритий 2 лютого 1989 року.
Тіссеранів параметр щодо Юпітера — 3,496.